# Outeiro (Viana do Castelo)
Pour les articles homonymes, voir Outeiro.
Outeiro est une paroisse civile portugaise (en portugais : freguesia) de la municipalité de Viana do Castelo, dans le district de Viana do Castelo.
Lors du recensement de 2021, Outeiro compte 1 060 habitants.